# 佐奈由紀子
佐奈由紀子（さな ゆきこ）は、日本の著作家、株式会社バースデイサイエンス研究所代表取締役。
誕生日による統計心理学「バースデイサイエンス」を提唱している。

## 著書
- 生年月日の暗号（PHP研究所）
- 生年月日の真実（青春出版社）
- 誕生日だけで相手の心理が９割読める（PHP研究所）
- 誕生日を知れば、恋は９割うまくいく（幻冬舎）
- 生年月日の秘密（青春出版社）
- 誕生日だけであなたの未来が９割わかる（PHP研究所）
- 生年月日を知れば、人間関係は面白いほどうまくいく（徳間書店）
- あなたの才能は誕生日が教えてくれる（大和書房）
- 図解：誕生日だけで相手の心理が９割読める（PHP研究所）
- 図解：誕生日だけで人の性格は９割見抜ける（PHP研究所）
- 文庫：生年月日の暗号（PHP研究所）
- 文庫：誕生日だけで相手の心理が９割読める（PHP研究所）
- 史上最強戀愛幫手（台湾：麥田出版）